# Свинеск
Свинеск — древний рязанский город, упоминаемый в Новгородской I-й и Воскресенской летописях в «Списке русских городов дальних и ближних» XIV—XV вв.

## Местоположение
В «Списке русских городов» город Свинеск показан между Рославлем Польским и Новгородком на Осетре, непосредственно за Берестьем и Брынеском (Бранском). О положении города историками выдвинуто несколько гипотез, однако на сегодняшний день местоположение города на карте установить не удалось.

### Поселение близ реки Свинска
Одним из первых найти древний город на современной карте попытался этнограф и палеограф XIX века И. П. Сахаров. Он предполагал, что Свинеск находился в Веневском уезде, где в 28 верстах от Венева находится село Аннино и городище — «круглая большая насыпь, следы бывшего жилья». Под городищем протекает речка Свинска, впадающая в Осетр.

### Свинчус
Знаменитый рязанский историк Д. И. Иловайский отождествлял древний город с селом Свинчус на Оке между Старой Рязанью и Касимовом. То же самое приурочивание находим в словаре Семенова. К сожалению, археологами окрестности села Свинчус систематически еще не обследованы. Межде тем, значительная часть исследователей, вслед за М. Н. Тихомировым, не поддерживают эту гипотезу.

### Свинское
М. Н. Тихомиров предложил искать Свинеск на месте села Свинское к югу от Серпухова, также поблизости от Оки (ст. Свинская Московско-Курской ж. д.).

### Отождествение с городом Свинуси
А. М. Андрияшевым летописный город Свинуси приравнивается к современной деревне Свинюха: на притоке Луга, пишет он, «расположены летописные Свинуси — нынешняя деревня Свинюхи», но само отождествление современной деревни с летописным городом очень ненадежно. К тому же Свинеск Списка русских городов показан в совершенно в ином районе.